# فلاديمير يوردانوف
فلاديمير يوردانوف (بالفرنسية: Wladimir Yordanoff)‏ (28 مارس 1954 - 6 أكتوبر 2020)، هو ممثل فرنسي من أصول بلغارية. ظهر في أكثر من ستين فيلمًا منذ عام 1979.

## روابط خارجية
- فلاديمير يوردانوف في قاعدة بيانات الأفلام على الإنترنت